# حامد جنینه
حامد جنینه (انگلیسی: Hamid Janina؛ زادهٔ ۲۹ اوت ۱۹۵۸) بازیکن فوتبال اهل مراکش بود.
وی همچنین در تیم ملی فوتبال مراکش بازی کرده‌است.